# Čërnyj Ijus
Il Čërnyj Ijus (in russo Чёрный Июс?; in lingua chakassa Хара-Ӱӱс; in italiano "fiume nero") è un fiume della Russia siberiana orientale. Assieme al Belyj Ijus (Белый Июс, "fiume bianco") è uno dei due rami sorgentiferi del Čulym (bacino idrografico dell'Ob'). Scorre nei rajon Širinskij e Ordžonikidzevskij della repubblica della Chakassia.

## Descrizione
Il fiume ha origine da un lago carsico tra i monti Kuzneckij Alatau; scorre poi tra le steppe collinari ai margini della depressione Čulym-Enisej e, fondendosi con il Belyj Ijus poco a sud di Kop'ëvo, dà origine al fiume Čulym. Il Čërnyj Ijus ha una lunghezza di 178 km e il suo bacino è di 4290 km². La sua portata media, a 55 km dalla foce, è di 43 m³/s.